# Atractylodes lancea
Atractylodes lancea es una especie de planta medicinal perteneciente a la familia de las asteráceas. 

Vista de la planta

## Descripción
Es una planta herbácea que alcanza un tamaño de 30-100 cm de altura. Rizoma grueso, horizontal o ascendente. Tallos solitarios o con bucles, no ramificado o poco ramificado apicalmente, ± glabras. Hojas ± rígidamente como de papel, de color verde,  glabras o escasamente abaxialmente telarañas. Hojas basales marchitas en la antesis. Las hojas bajas y medias caulinarias pecioladas, pero las más bajas a veces subsésiles; pecíolo 0,5-8 cm, lámina de la hoja 8-12 × 5-8 cm, no dividida o dividida casi hasta la base en 3-5 (-9) pinnado; segmentos indiviso o a veces, cerca de la base, con pocos lóbulos espinosos pequeños, ± estrechamente elípticos a oblanceolados u obovados, de 3-9 × 2-6 cm, base cuneada, ápice cortamente acuminado a redondeadas. Las hojas altas caulinares similares pero más pequeñas. Brácteas exteriores pocas, en forma de hojas, brácteas internas numerosas, homomórficas, reducidas. Involucro campanulado, 1-1.5 cm de diámetro. Brácteas numerosas, imbricadas,  el ápice redondeado a obtuso. Corola de color blanco o amarillento, 0,9-1,2 cm. Aquenios obovoides, de 5 mm, pelos blancos. Vilanos marrón al blanco sucio, de 7-9 mm. Florece y fructifica en junio-octubre.

## Distribución y hábitat
Se encuentra en los pastizales, bosques, matorrales, grietas en las rocas; a una altitud de 200-2500 metros, en Anhui, Chongqing, Gansu, Hebei, Heilongjiang, Henan, Hubei, Hunan, Jiangsu, Jiangxi, Jilin, Liaoning, Mongolia Interior, Shaanxi, Shandong, Shanxi, Zhejiang en China y en Japón, Corea y Rusia.

## Usos
Atractylodes lancea se cultiva ampliamente en toda China. Los rizomas se utilizan con fines medicinales.

## Propiedades
Indicaciones: en la Medicina tradicional china trata el bazo y estómago. Diarrea, náuseas, dilatación abdominal, inapetencia y articulaciones agarrotadas por humedad. No usar si no aparecen signos de humedad. Entre 3 y 10 g diarios.

## Taxonomía
Atractylodes lancea fue descrita por (Desf.) DC. y publicado en Prodromus Systematis Naturalis Regni Vegetabilis 7: 48. 1838.
Etimología
Atractylodes: nombre genérico compuesto que significa "similar al género Atractylis"
lancea: epíteto latíno que significa "como una lanza"
Sinonimia
- Acarna chinensis Bunge
- Atractylis chinensis (Bunge) DC.
- Atractylis chinensis f. erossodentata (Koidz.) Hand.-Mazz.
- Atractylis chinensis f. simplicifolia (Loes.) Hand.-Mazz.
- Atractylis chinensis f. stapfii (Baroni) Hand.-Mazz.
- Atractylis chinensis var. liaotungensis Kitag.
- Atractylis chinensis var. loeseneri Kitag.
- Atractylis chinensis var. simplicifolia (Loes.) Baranova & Sk.
- Atractylis lancea Thunb.
- Atractylis lyrata Siebold & Zucc.
- Atractylis ovata f. amurensis Freyn ex Kom.
- Atractylis ovata f. lyratifolia Kom.
- Atractylis ovata f. simplicifolia (Loes.) Kom.
- Atractylis ovata Thunb.
- Atractylis ovata var. simplicifolia Loes.
- Atractylis separata L.H.Bailey
- Atractylodes chinensis (Bunge) Koidz.
- Atractylodes chinensis var. simplicifolia (Loes.) Kitag.
- Atractylodes errosodentata Koidz.
- Atractylodes ovata (Thunb.) DC.
- Giraldia stapfii Baroni[5]